# 菅原古墳
菅原古墳（すがわらこふん/すがはらこふん、菅原31号墳/菅原神社古墳）は、新潟県上越市清里区菅原にある古墳。形状は前方後円墳。菅原古墳群を構成する古墳の1つ。新潟県指定史跡に指定されている。
本項目では、菅原古墳が属する菅原古墳群についても解説する。

## 概要

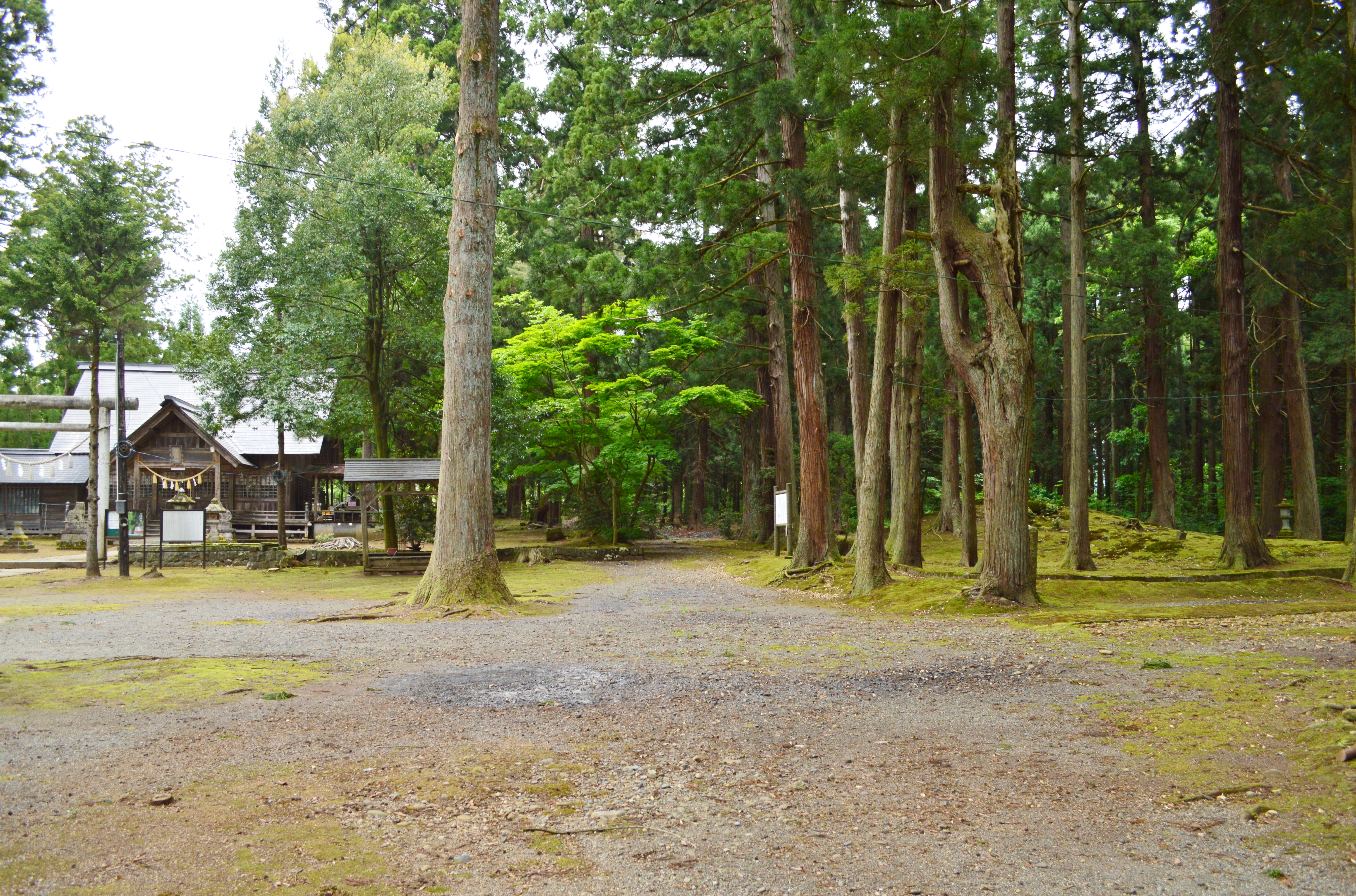
菅原神社社殿（左）と菅原古墳（右）

新潟県南西部、頸城平野南東縁の独立丘陵（岡嶺丘陵）上に築造された古墳である。菅原古墳群のうち最南端に位置し、現在は菅原神社（延喜式内社）境内に所在する。
墳形は前方後円形で、前方部を南方向に向ける。墳丘表面で葺石・埴輪は認められていない。墳丘周囲には周溝が巡らされる。埋葬施設は横穴式石室で、初期横穴式石室と推測され、現在は天井石・側壁の一部を露出する。副葬品は詳らかでない。
この菅原古墳は、古墳時代後期の6世紀前半-中葉頃の築造と推定される。新潟県内では横穴式石室を有する前方後円墳（古墳時代後期の前方後円墳）としては唯一であるとして重要視される古墳である。
古墳域は1952年（昭和27年）に新潟県指定史跡に指定されている。

## 墳丘

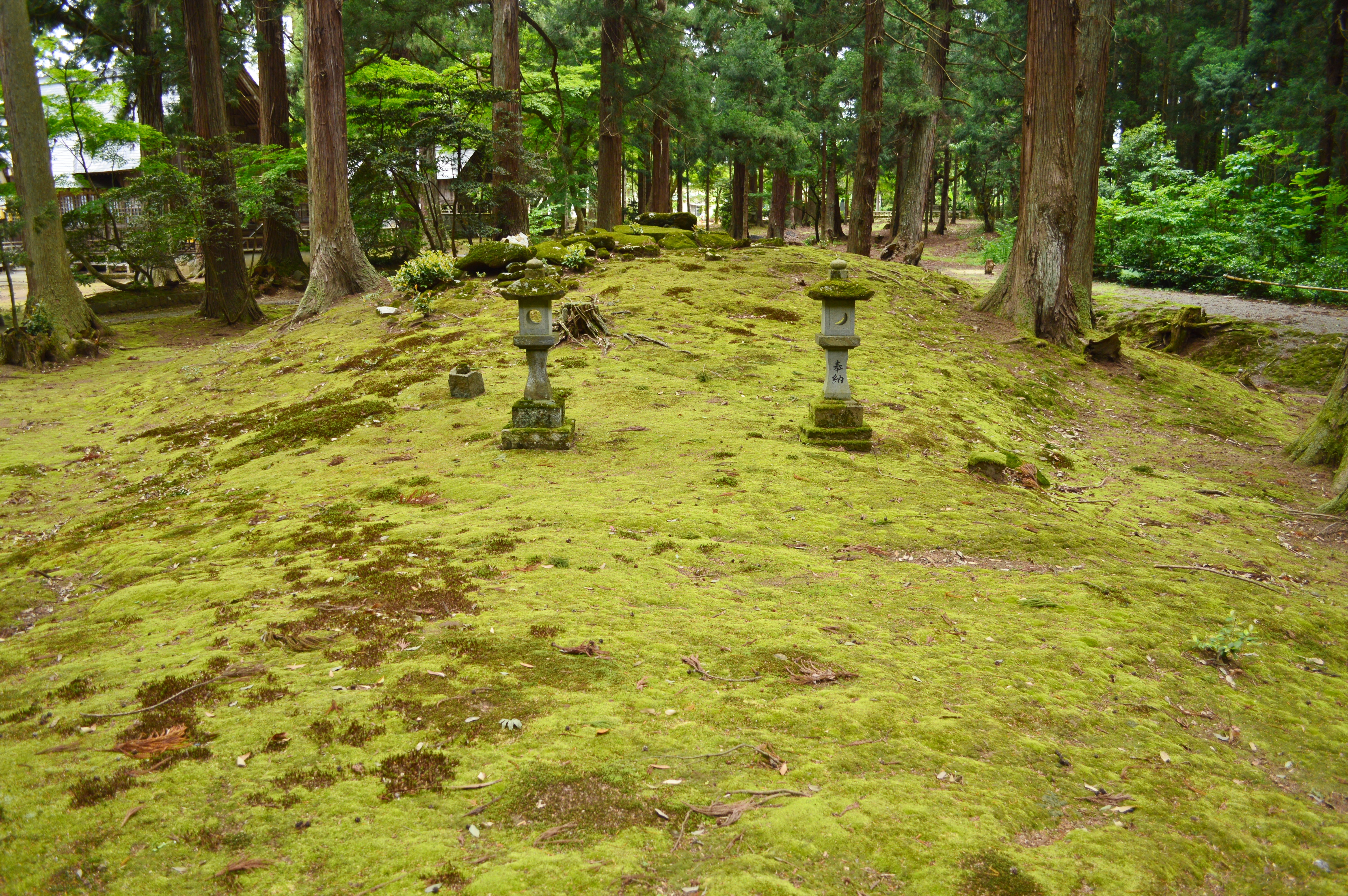
前方部から後円部を望む
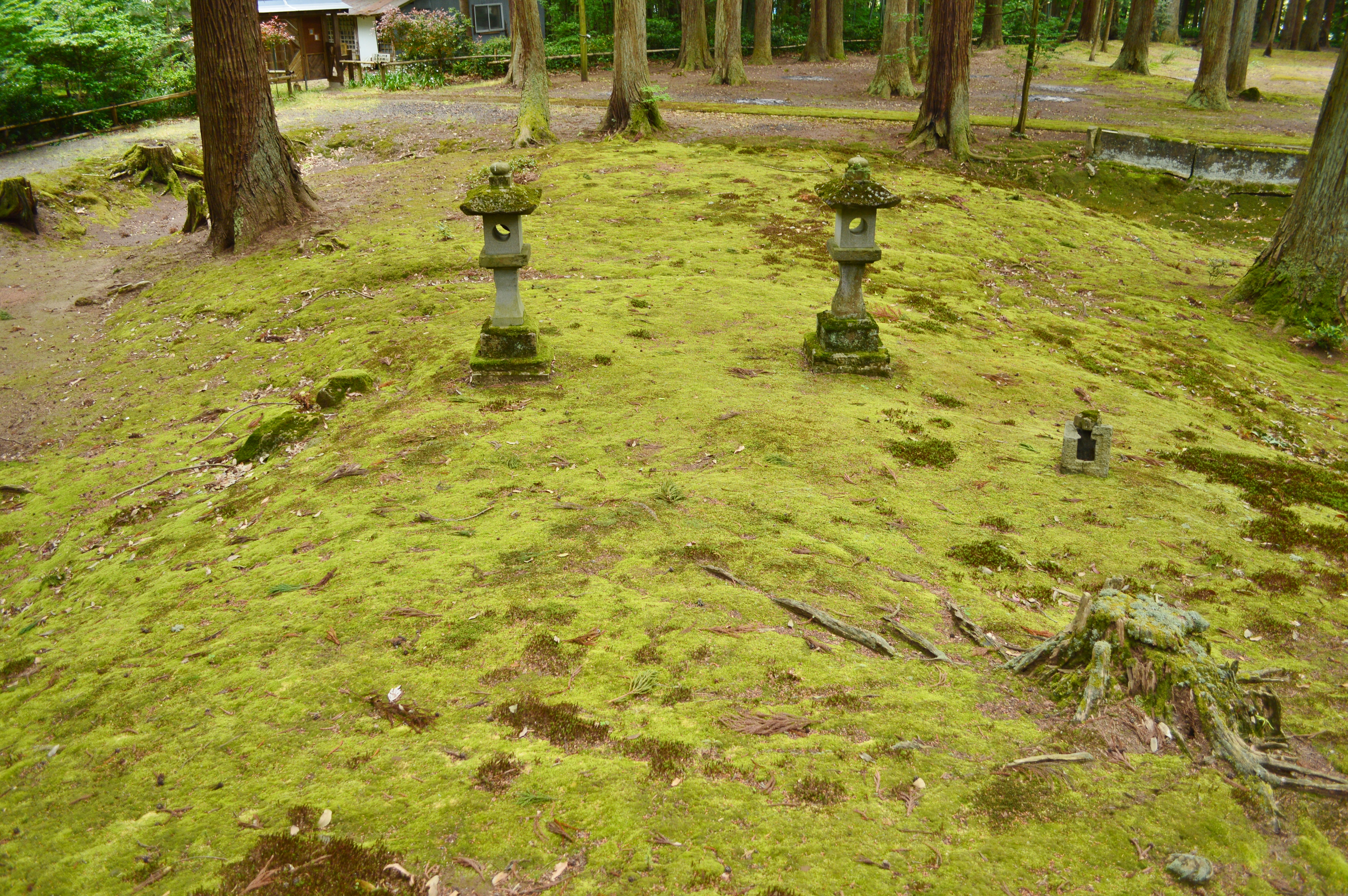
後円部から前方部を望む
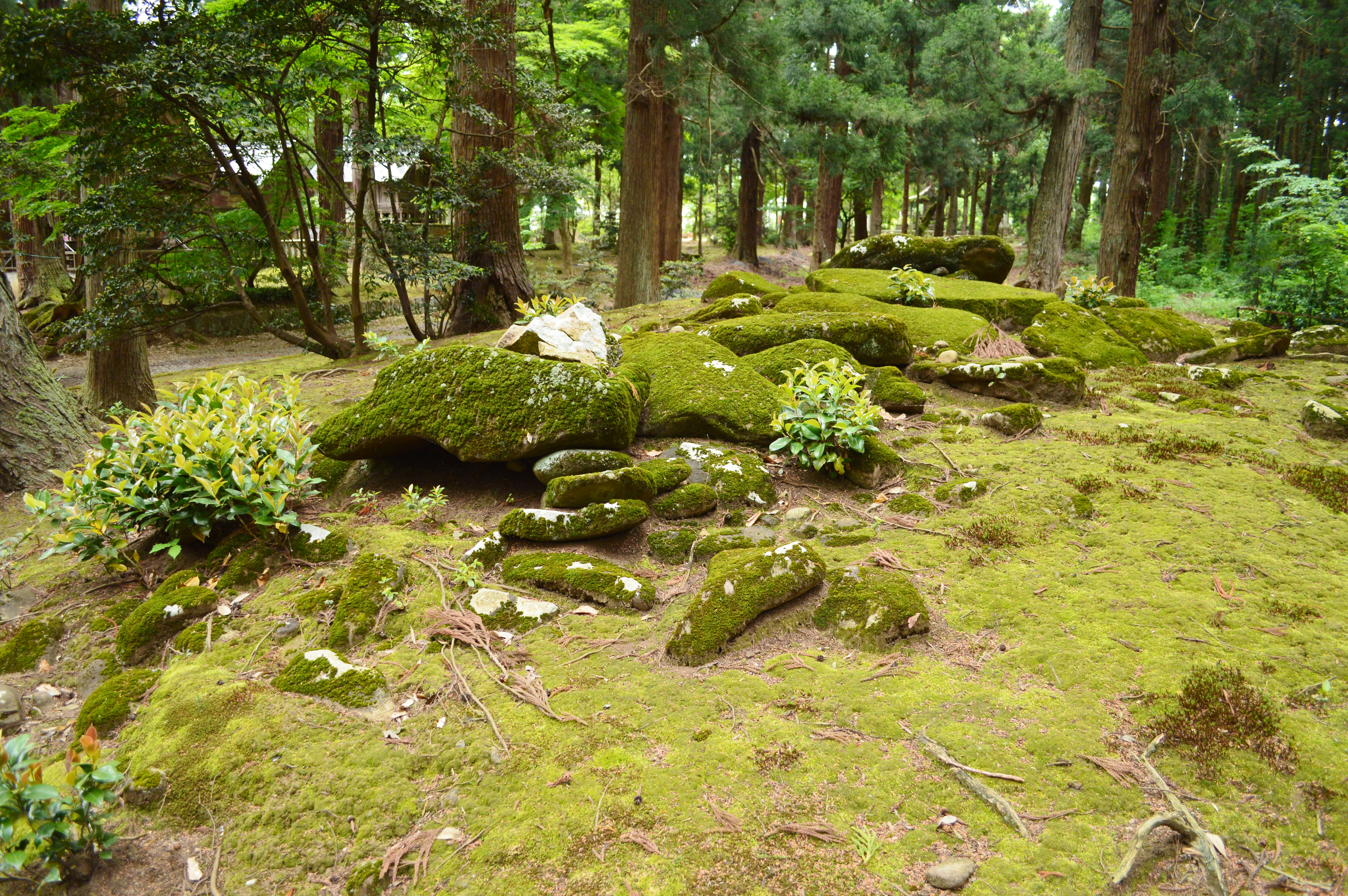
後円部の横穴式石室

墳丘の規模は次の通り。
- 墳丘長：29メートル
- 後円部
  - 直径：18メートル
  - 高さ：1.8メートル
- 前方部
  - 長さ：12メートル
  - 幅：15メートル
  - 高さ：1メートル

- 前方部から後円部を望む
- 後円部から前方部を望む
- 後円部の横穴式石室

## 菅原古墳群
菅原古墳群は、岡嶺丘陵の東側斜面にある古墳群（群集墳）。前方後円墳1基（31号墳）・円墳100基以上から構成されたが、現在は多くが失われている。
江戸時代中期には約150基、調査以前には108基の古墳が存在したというが、1960年（昭和35年）の調査時点では30基のみが確認されている。1909年（明治42年）に坪井正五郎・梅山寿三郎、1929-1930年（昭和4-5年）に後藤守一・小松芳春らによって、円墳7基の調査が実施されている。調査によれば、埋葬施設は横穴式石室を主体とする古墳群と見られる。また副葬品として、鉄刀・鉄鏃・刀子・馬具・玉類・金環・銀環・アスファルト玉が検出されている。営造時期は古墳時代後期の6世紀代と推定され、宮口古墳群（国の史跡）・水科古墳群（国の史跡）などとともに頸城平野東部における後期群集墳の1つになる。
古墳群のうち、上述の31号墳（菅原古墳）は新潟県指定史跡に指定されているほか、1号墳と16号墳石室（清里区総合事務所付近に移転復元：附指定）は上越市指定史跡に指定され、古墳群からの出土品は上越市指定有形文化財に指定されている。

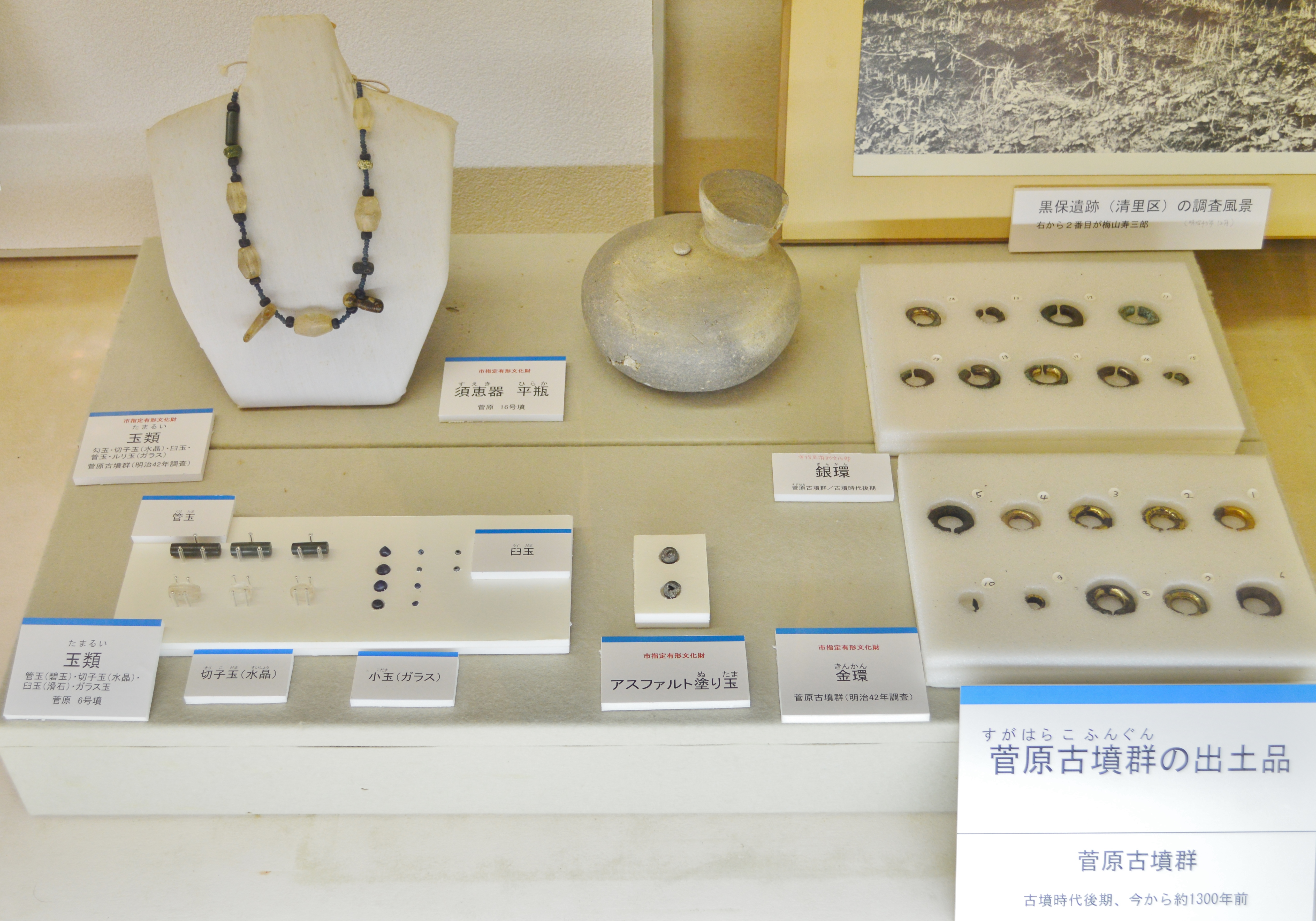
出土品（一部は上越市指定有形文化財） 牧歴史民俗資料館展示。
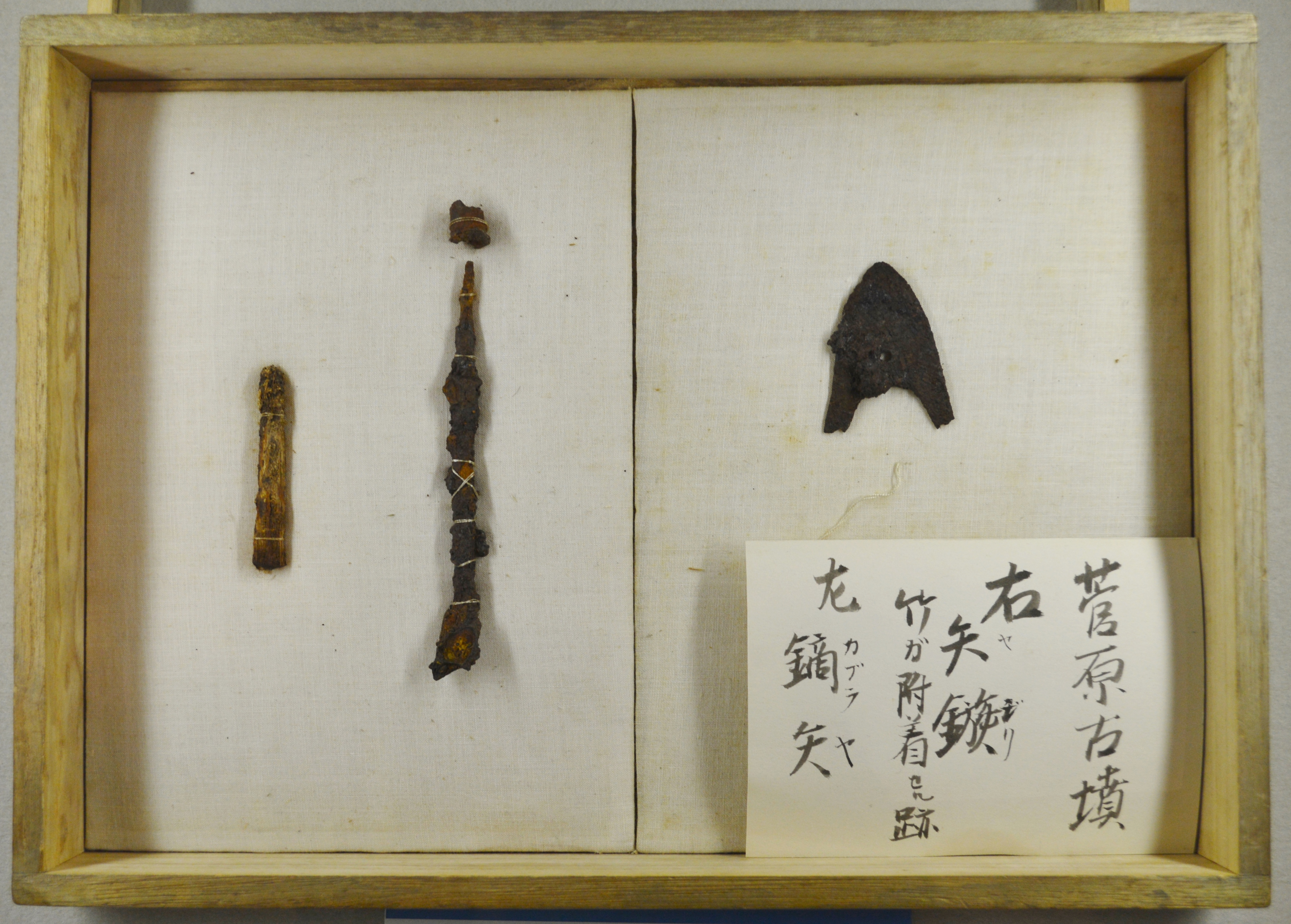
出土品（森成コレクション） 牧歴史民俗資料館展示。

## 文化財

### 新潟県指定文化財
- 史跡
  - 菅原古墳 - 所有者は菅原神社。1952年（昭和27年）12月10日指定[3]。

### 上越市指定文化財
- 有形文化財
  - 菅原古墳群出土品（考古資料）[5] - 牧歴史民俗資料館保管。
- 史跡
  - 菅原古墳群第1号墳 附 同第16号墳移転復元石室1基[6]

## 関連文献
（記事執筆に使用していない関連文献）
- 『菅原古墳群発掘調査報告書 -第6・15・16・28号墳-』清里村教育委員会、2000年。